# Dietramszell
Dietramszell est une commune allemande, située en Bavière, dans l'arrondissement de Bad Tölz-Wolfratshausen.

## Anciens citoyens d'honneur
- Adolf Hitler
- Paul von Hindenburg